# Pfreundt

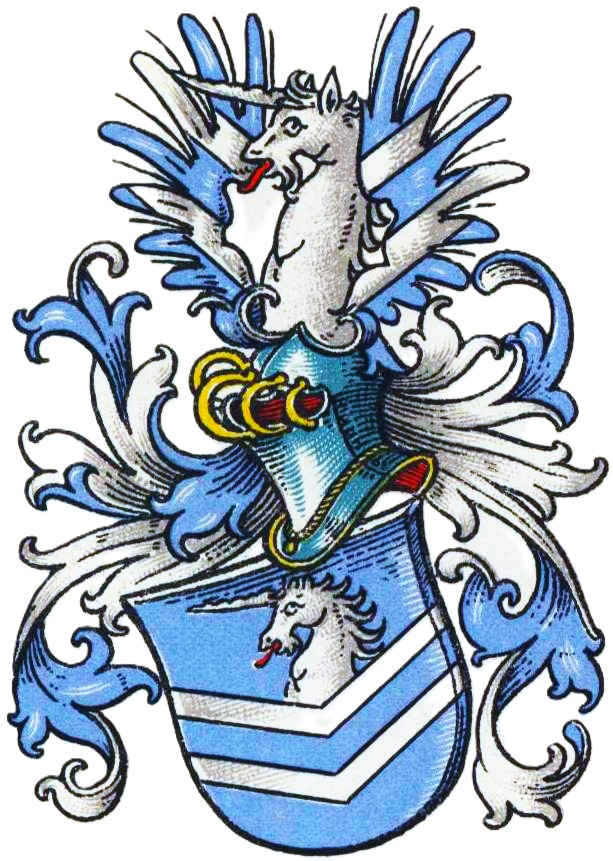
Bürgerliches Stammwappen der Pfreundt im Wappenbuch des Westfälischen Adels

Pfreundt (auch Pfreund, Freund o. ä.) ist der Name eines aus Thüringen stammenden Briefadelsgeschlechts, das schon vor der Nobilitierung hohe Ämter bekleidete und ein Familienwappen führte.

## Geschichte
Das ursprünglich bürgerliche Geschlecht stammt nach Spießen aus Weimar, nach GHdA aus Saalfeld/Saale in Thüringen und war später in Wittenberg im heutigen Sachsen-Anhalt und im westfälischen Hamm ansässig. Auch im Stift Herford, in der braunschweig-lüneburgischen Herrschaft Dannenberg, im gräflich erbach'schen Amt Michelstadt und der Herrschaft Breuberg war es sesshaft.
Die Stammreihe beginnt mit Barthel Pfrundt, urkundlich 1512–1549, Bürger und Hausbesitzer in Saalfeld an der Saale. Seine Söhne (Johann) Hans und Caspar Pfreund erhielten am 11. Juli 1565 zu Wien einen kaiserlichen Wappenbrief mit Lehenartikel.
Bereits 1524 bemühten sich die Brüder Johann und Jakob Pfreundt, jedoch unerledigt, um den Reichsadelsstand samt einer Besserung des der Familie zuvor verliehenen Wappens.
Caspar Pfreund immatrikulierte sich 1543 an der Universität Wittenberg. Durch seine 1550 erfolgte Vermählung mit Anna Cranach († 1577), Tochter des Lucas Cranach d. Ä. und Patenkind Martin Luthers, erhielt er als Provisor von seinem Schwiegervater dessen Apotheke. Caspar Pfreund gelangte 1551 in den Rat von Wittenberg, dem er 1551, 1554, 1557, 1560, 1563, 1566 als Ratsherr, 1569 und 1572 als Altbürgermeister Beisitzer des Bürgermeisters und 1568 und 1571 als Bürgermeister angehörte. 1565 erhielt Caspar Pfreundt zusammen mit seinem Bruder Johann von Kaiser Maximilian II. einen Wappenbrief. Davon befindet sich eine beglaubigte Abschrift beim Akt von 1524 im Österreichischen Staatsarchiv. 1573 gehörte er zu den reichsten Bürgern der Stadt. Sein Sohn Johann Pfreundt (* um 1558 in Wittenberg, † 1620) war Ratskämmerer, Ratsbaumeister, Erbgesessener zu Hamm, Erbherr zur Ettersburg bei Weimar. Er heiratete um 1580 in Hamm Christine Brechte. Caspar Pfreundts Tochter Anna heiratete Conrad Fluth, Ratsherr und Apotheker in Wittenberg. Deren gemeinsame Tochter Anna Fluth heiratete in die Familie Carpzov ein; sie wurde Ehefrau des Juristen, Kanzlers und Professors Benedikt Carpzov der Ältere (1565–1624) und Mutter der Juristen und Staatsmänner Konrad Carpzov (1593–1658) und Benedikt Carpzov der Jüngere (1595–1666).
Johannes Pfreundt (1585–1625), Doktor beider Rechte, Rat und Kanzlei-Direktor des Stifts Herford, heiratete 1613 Anne Marie Vultejus (* 1594), Tochter des Juristen und kaiserlichen Rats Hermann Vultejus.
Julius Ernst, „der Herzog von Dannenberg“, schenkte 1626 das Münzgebäude in Dannenberg seinem Geheimen Rat und Kanzler Johann Pfreundt (1578–1649). Der in Wittenberg getaufte Johann Pfreundt war Erbherr auf Mosel bei Schneeberg/Meißen (= Mosel bei Zwickau) und bekleidete das Kanzleramt bis zum Tod seines Herzogs im Jahr 1636. Späterhin war der Doktor beider Rechte, der seine Braut Barbara Röhling am 16. Februar 1618 in Schneeberg (Erzgebirge) geheiratet hatte, herzoglich mecklenburgischer Geheimer Rat und Kanzler. Der Kanzler stiftete 1634 der Dannenberger Kirche ein zinnernes Taufbecken mit seinem Namen, Wappen und Jahreszahl. Das Taufbecken befindet sich heute im Kunstgewerbemuseum Dresden. Seine Tochter Sidonia Pfreundt heiratete 1661 den Juristen Johann Macrinus, Oberbürgermeister von Lüneburg. 1653 war Julius Ernst Pfreundt Erbherr zu Mosel. Die Taufnamen der Kinder des dannenbergischen Kanzlers stammen aus dem Fürstenhaus Dannenbergs: „Julius Ernst“ vom Herzog Julius Ernst (1571–1636), „Sidonia“ von dessen Schwester, der ledig gebliebenen Prinzessin Sidonia (1577–1645), „Adolf Friedrich“ von des Herzogs Julius Ernst von Braunschweig-Dannenberg Schwiegersohn (ab 1635), Herzog Adolf Friedrich I. zu Mecklenburg-Schwerin, Pfreundts nachmaligem Dienstherren.

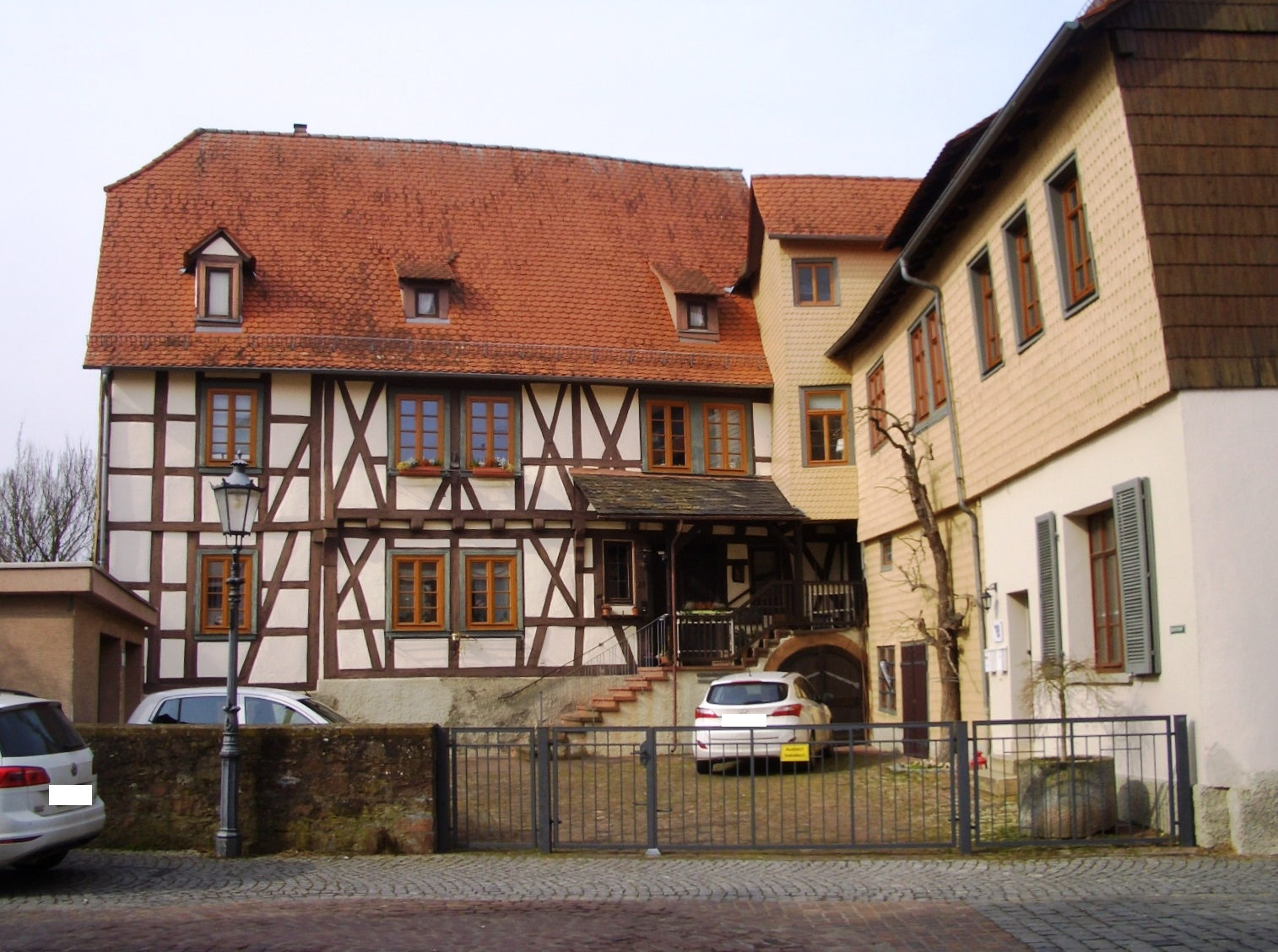
Oberamtmann-Pfreundt-Haus, das um 1475 erbaute Wohnhaus Adolf Friedrich Pfreundts (1635–1716) in Michelstadt, eines der ältesten noch erhaltenen Häuser der Stadt

Am 29. November 1708 wurde Adolf Friedrich Pfreundt, im Jahr 1635 in Dannenberg an der Elbe geboren und gestorben im Alter von 81 Jahren am 26. Juli 1716, gräflich-erbachischer Geheimer Rat und Oberamtmann zu Michelstadt, in den rittermäßigen Adelsstand für das Reich und die Erblande erhoben, in Anerkennung seiner Verdienste um die Grafschaft Erbach in den vergangenen Kriegsjahren. Er verhinderte während des dritten Raubkriegs König Ludwigs XIV. durch Verhandlungen die Zerstörung Michelstadts durch die Franzosen. Gleichzeitig mit der Nobilitierung wurde das Familienwappen gebessert und ihm die Lehenberechtigung zuerkannt.
Adolf Friedrich von Pfreundt wurde bereits einige Jahre zuvor als Kompensation für die wegen durchziehendem Militär erlittenen Drangsale vom Grafen Georg Ludwig von Erbach-Erbach mit den, durch den damals erfolgten Tod des Johann Pleickhard Gans von Otzberg, des Letzten dieses alten Adelsgeschlechts, heimgefallenen Lehngütern in der Herrschaft Breuberg und zu Ober-Kainsbach belehnt. Adolf Friedrich von Pfreundt hinterließ nur einen Sohn, der vor seiner Mündigkeit verstarb. So fielen diese Lehngüter wieder an die Herrschaft, die Grafen von Erbach, zurück. Adolf Friedrich von Pfreundts Tochter Juliane Eugenie (* 25. September 1667 in Erbach, † nach 1725) heiratete am 25. Juni 1690 in Marburg an der Lahn den Archidiakon Johann Heinrich Steuber (1660–1724), durch den sie Mutter des nachmaligen lutherischen Theologen Johann Engelhard Steuber (* 16. März 1693 in Marburg; † 6. Dezember 1747 in Rinteln) wurde.
Die Pfreundt'schen Allodialgüter aber kamen über die Tochter des gräflich erbach'schen Geheimen Rats Georg Friedrich von Pfreundt (1678–1734), Oberamtmanns auf dem Breuberg, und der Dorothea Sophie von Bilefeld (1696–1730), Albertine Friederike von Pfreundt (1726–1803), an deren Ehemann (⚭ 1744) Georg Friedrich von Ploennies (1708–1762), Reichskammergerichtsadvokat zu Wetzlar und erbach'scher Hofkammerrat zu Michelstadt, Sohn des Erich Philipp Ploennies.

## Persönlichkeiten
- Caspar Pfreund (* um 1517; † 1574), Apotheker und Bürgermeister von Wittenberg.
- Johann Pfreundt (* um 1558 in Wittenberg; † 1620), Ratskämmerer, Ratsbaumeister, Erbgesessener zu Hamm, Erbherr zur Ettersburg bei Weimar.
- Johannes Pfreundt (* 1585; † 1625), Doktor beider Rechte, Rat und Kanzlei-Direktor des Stifts Herford.
- Johann Pfreundt (* 1578; † 1649), Geheimer Rat und Kanzler, erst herzoglich braunschweig-lüneburgischer zu Dannenberg, dann herzoglich mecklenburgischer; Erbherr zu Mosel bei Zwickau
- Adolf Friedrich von Pfreundt (* 1635; † 1716) gräflich erbachischer Geheimer Rat  und Oberamtmann zu Michelstadt
- Georg Friedrich von Pfreundt (* 1678; † 1734), gräflich erbachischer Geheimer Rat und Oberamtmann auf dem Breuberg

## Wappen
Blasonierung des bürgerlichen StammwappensIn Blau zwei gestürzte silberne Sparren übereinander, aus deren Obersten ein silberner Einhornkopf hervorwächst. Auf dem Helm mit blau-silbernen Helmdecken der Einhornkopf zwischen einem offenen blauen Flug, die Flügel jeweils mit zwei nach außen aufsteigenden silbernen Schrägbalken belegt. Davon abweichend zeigt das 1602er Wappen des Johann Pfreundt nicht nur einen Einhornkopf, sondern das Einhorn wachsend, sowohl im Schild als auch auf dem Helm. Außerdem sind die Flügel jeweils mit zwei Sparren anstatt zwei Schrägbalken belegt.
Blasonierung des 1524 beantragten, aber nicht genehmigten gebesserten WappensGeviert. Feld 1 in Blau ein linksspringendes silbernes Einhorn; Feld 2 von Gold, Blau, Silber, Blau und Gold viermal schräglinks geteilt; Feld 3 von Silber, Blau, Gold, Blau und Silber schrägrechts geteilt; Feld 4 in Blau ein gekrönter goldener Löwe, der eine schwarze aufrecht gestellte Lanze in den Pranken hält. Auf dem gekrönten Helm mit blau-silbern-goldenen Decken das silberne Einhorn wachsend zwischen einen rechts wie Feld 3 und links wie Feld 4 geteilten offenen Flug.
Blasonierung des gebesserten adeligen Wappens (1708)In Blau ein goldener Balken. Unten zwei silberne Sparren übereinander, oben ein silbernes Einhorn wachsend. Auf dem blau-silbern bewulsteten Helm mit rechts blau-goldenen und links blau-silbernen Decken das silberne Einhorn wachsend zwischen einem offenen blauen Flug, die Flügel jeweils mit einem goldenen Balken und darunter zwei silbernen Sparren belegt.

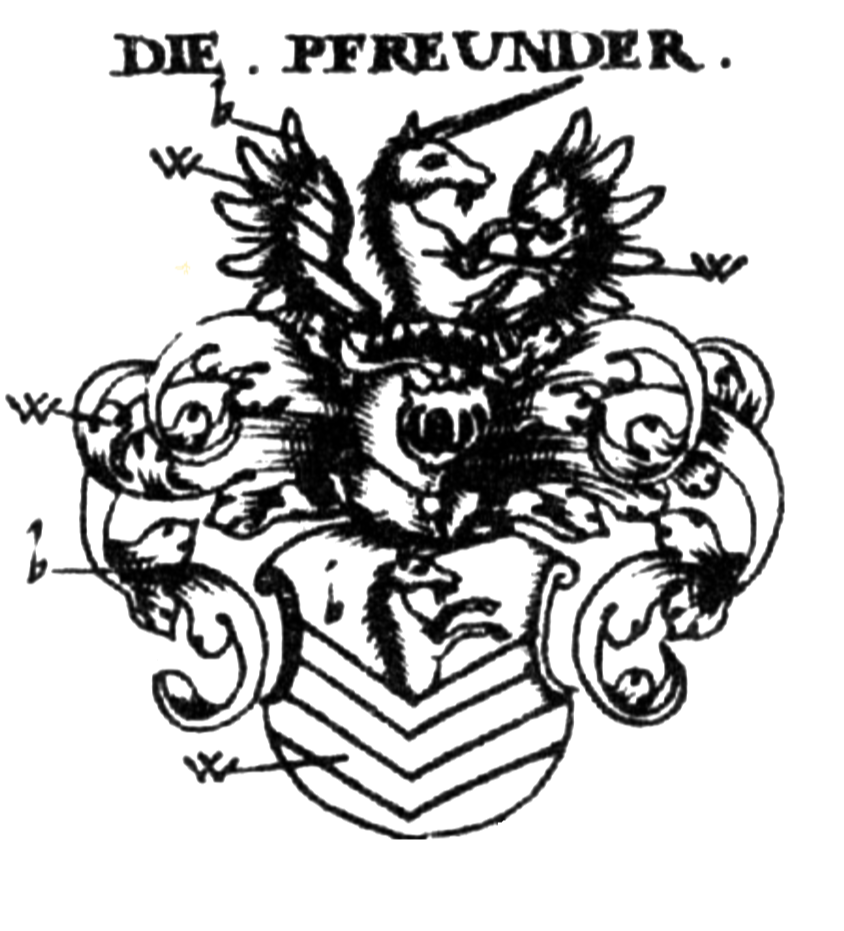
Wappen in Siebmachers Wappenbuch, Ausgabe 1705, Tafel 141 aus Teil 5, “Meÿsnische” (Meißnischer Adel)
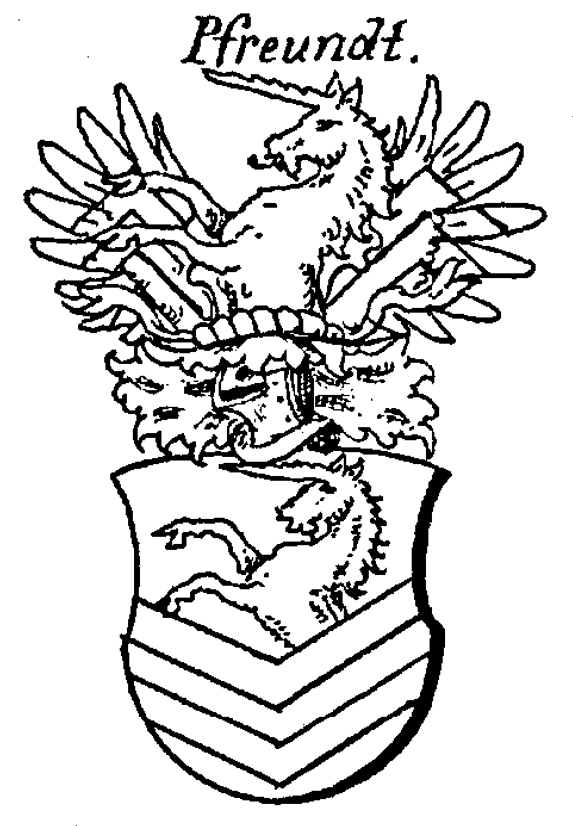
Bürgerliches Stammwappen der Pfreundt (1602) in Siebmachers Wappenbuch
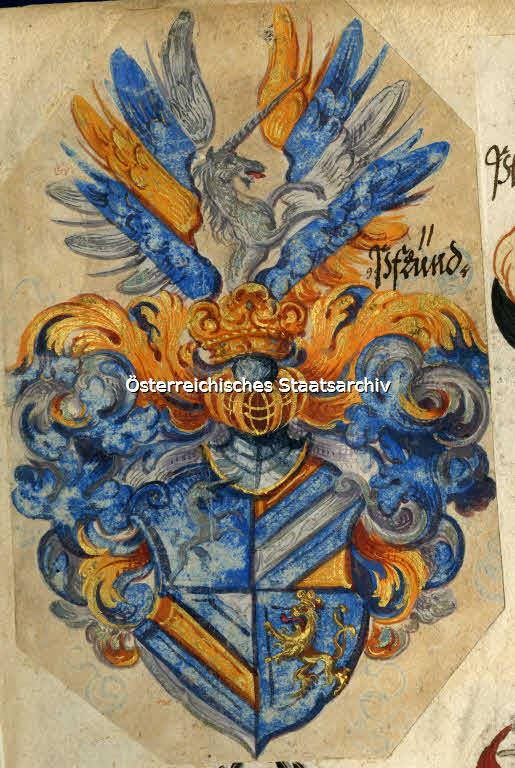
Beantragte, aber nicht genehmigte Wappenbesserung (1524) im Österreichischen Staatsarchiv
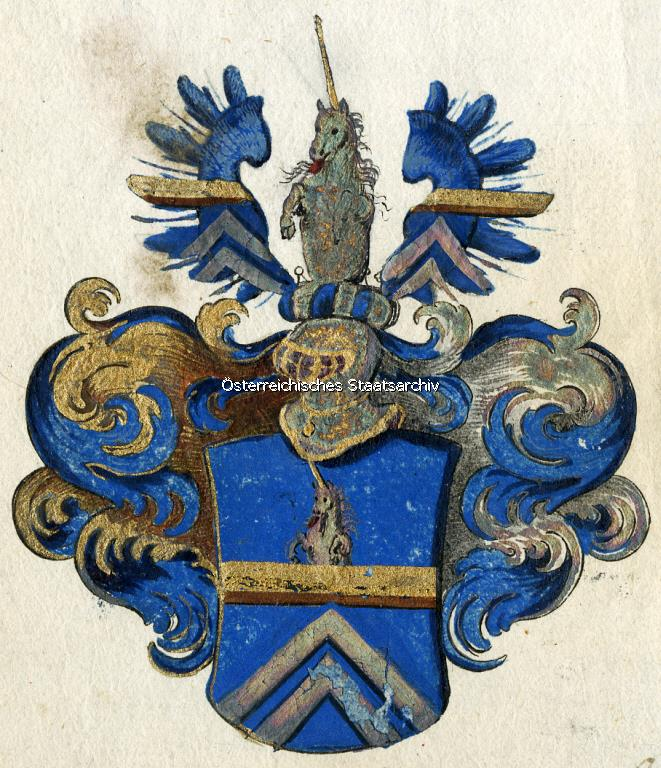
Gebessertes adeliges Wappen der Pfreundt (1708) im Österreichischen Staatsarchiv